# Viggeby (naturreservat)
Viggeby är ett naturreservat i Linköpings kommun i Östergötlands län. Det utgörs av området runt Viggeby strax väster om Brokind, samt flera öar i norra och centrala delen av sjön Järnlunden.
Naturen i området består av ädellövskogar med bland annat ekar och lindar. Men i området finns också gammal tallskog och grova, gamla aspar. Området är mycket populärt friluftsområde och lockar både till vandring, bad, fiske och skridskoåkning. Här finns flera vandringsleder men även grillplatser, vindskydd, badbrygga och dass. Delar av området är tillgängligt för personer med rörelsehinder. Reservatet har sjögräns till Hackelboöns naturreservat.
Viggeby naturreservat förvaltas av Linköpings kommun.